# Simbi Khali
Simbi Khali, anche nota come Simbi Khaliebum Waters (Jackson, 28 aprile 1971), è un'attrice statunitense.

## Filmografia parziale

### Cinema
- Vampiro a Brooklyn (Vampire in Brooklyn), regia di Wes Craven (1995)
- La linea sottile tra odio e amore (A Thin Line Between Love and Hate), regia di Martin Lawrence (1996)
- Plump Fiction, regia di Bob Koherr (1997)
- We Were Soldiers - Fino all'ultimo uomo (We Were Soldiers), regia di Randall Wallace (2002)
- Mississippi Damned, regia di Tina Mabry (2009)

### Televisione
- Martin - 4 episodi (1993-1995)
- Una famiglia del terzo tipo (3rd Rock from the Sun) - 134 episodi (1996-2001)
- Better Things - un episodio (2017)

### Videogiochi
Detroit Become Human - (2018)

## Doppiatrici italiani
Adele Pellegatta in Detroit Become human